# 郡山南インター線
郡山南インター線（こおりやまみなみいんたーせん）は、福島県郡山市の市街地南部と東北自動車道郡山南インターチェンジを結ぶ幹線道路である。

## 概要
市内安積町笹川の東部幹線との交差点から内環状線やあさか野バイパスを経由して東北自動車道郡山南インターチェンジまでを結ぶ。郡山市の計画では、市内の環状道路網の中で内環状線の外側を通る外環状道路の一部となることが期待されている。
国道4号あさか野バイパス交点より西側は福島県道47号郡山長沼線、東側はあさか野バイパス交点から内環状線交点までは郡山市道1-30号荒井八山田線、内環状線から東部幹線の交点までは郡山市道1-27号笹川多田野線となっている。
また、直通する笹川大善寺線やその先の高倉大善寺線、郡山東部広域農道などを通じて田村町の国道49号や磐越自動車道郡山東インターチェンジのアクセス道路郡山東バイパスまでをほぼ道一本で結ぶ形になる。

## 道路施設
- 大黒橋
  - 全長：153.0m
  - 幅員：18.6m
  - 竣工：1967年[5]
  - 形式：単純下路式ワーレントラス橋×1、単純ポステンPCT桁橋×4（計5径間）[6]

笹川2丁目から安積2丁目に跨り、JR東北本線とそれに並行する市道を渡る。中央単径間が下路式トラス橋、その他が桁橋で構成されている。トラス部は青色に塗装されている。橋上は上下対向4車線で供用されているが、それぞれの第二通行帯は両端の交差点の右折車線へそのままつながるため、事実上片側1車線とそれに付随する右折車線という状態である。両側のトラス桁の外側に歩道が設置されている。2020年度より3年間をかけて大規模な橋梁修繕工事が行われた。
- 新栄橋
  - 全長：68.5m
  - 幅員：24.5m
  - 竣工：1988年[5]

成山町から安積荒井2丁目に跨り、一級水系阿武隈川水系笹原川を渡る。渡河部の一部は住居表示が行われず残された安積町笹川字成山にあたる。橋上は上下対向4車線と東詰交差点の右折車線の計5車線にて供用されており、両側に歩道が設置されている。路線に並行する笹原川を渡るため、橋梁前後で大きくS字カーブを描く線形となっている。

## 交差する道路
- 東部幹線
- 福島県道17号郡山停車場線（昭和通り）
- 内環状線
- 国道4号（あさか野バイパス）
- 福島県道143号仁井田郡山線
- コスモス通り
- 東北自動車道

## 沿線
- ケーヨーデイツー安積店
- 郡山市安積行政センター
- 安積図書館
- ヨークベニマル荒井店
- 郡山カルチャーパーク
- 郡山南インターチェンジ